# إيدي س. بيرتن
إيدي س. بيرتن هو كاتب وكاتب للأطفال بلجيكي، ولد في 26 ديسمبر 1944 في ألتونه في ألمانيا، وتوفي في 19 مايو 2018 في كريت في اليونان.

## وصلات خارجية
- الموقع الرسمي